# Крістіан Іпсен
Крістіан Іпсен  (англ. Kristian Ipsen, 20 жовтня 1992) — американський стрибун у воду, олімпійський медаліст.

## Виступи на Олімпіадах
| Олімпіада   | Дисципліна                   | Місце |
| ----------- | ---------------------------- | ----- |
| Лондон 2012 | синхронні стрибки з трамліна | 3     |

## Зовнішні посилання
- Досьє на sport.references.com [Архівовано 18 грудня 2012 у Wayback Machine.]